# بریستول ۴۰۸
بریستول ۴۰۸ (Bristol ۴۰۸) خودرویی است که در سال‌های ۱۹۶۳–۱۹۶۶>۸۳ unitsتولید شده‌است. طراحی آن خودروهای موتور جلو-محور عقب بوده طول آن در حالت طبیعی ۴٬۹۱۵ میلیمتر (۱۹۳٫۵ اینچ) و عرض آن در حالت طبیعی ۱٬۷۲۷ میلیمتر (۶۸٫۰ اینچ) و وزن آن در حالت طبیعی ۱٬۶۰۰ کیلوگرم (۳٬۵۲۷ پوند) است. سیستم جعبه‌دندهٔ آن ۳ دنده به صورت خودکار است.